# Fadogia spectabilis
Fadogia spectabilis là một loài thực vật có hoa trong họ Thiến thảo. Loài này được Milne-Redh. mô tả khoa học đầu tiên năm 1947.